# Међуопштински историјски архив Чачак
Међуопштински историјски архив Чачак је установа културе која има задатак да брине о архивској грађи и регистраторском материјалу на територији општина Чачак, Горњи Милановац и Лучани. Стручно је повезан са матичном кућом Архива Србије.

## Историја
До оснивања установе, архивска грађа на подручју је била изложена масовном уништењу, узроци су били различити и многобројни као и чести ратови и окупације. У одсуству организоване заштите архивске грађе која је на овом подручју трајала до 1948. године, нестала су скоро сва значајна документа из 19. века због чега располажу са веома малом количином грађе из тог периода. Неколико најстаријих докумената који се односе на почетак 19. века су сачувани само због ретких појединаца који су их сачували. Организована заштита архивске грађе на подручју ове установе почиње 22. априла 1948. када је основано Архивско средиште у Чачку. Територијална надлежност установе у оснивању се простирала на срезове љубићко – трнавски, драгачевски, жички, таковски, љишки, моравички и студенички. Први руководилац установе је била Маргита Радовић, професор чачанске гимназије. Од оснивања установа је носила називе Архивско средиште од 1948. до 1955, Градска државна архива од 1955. до 1956, Историјски архив од 1956. до 1977, од 1977. до 2011. Међуопштински историјски архив за општине Чачак, Горњи Милановац и Лучани, последња промена је извршена 2011. у Међуопштински историјски архив за град Чачак и општине Горњи Милановац и Лучани. У складу са административно – територијалним променама је вршен пренос права и дужности оснивача, као и надзор над радом архива, вршили су их Народни одбор општине Чачак, Народни одбор среза Чачак, Скупштина среза Краљево и Скупштина општине Чачак. Од половине 1977. до почетка деведесетих година, право и дужности оснивача заједнички су вршиле општине Чачак, Горњи Милановац и Лучани. Почетком деведесетих до 2003. право је имало Министарство за културу Републике Србије, а од 2003. су сва оснивачка права пренета на Скупштину општине Чачак, а тиме и обавеза финансирања делатности установе. Године 2006. Скупштине Чачка, Горњег Милановца и Лучана су донеле истоветну Одлуку о организовању установе. Потписивањем уговора 2007. су преузеле право и обавезу оснивача да финансирају рад и програм установе у размери 70% град Чачак, 20% Горњи Милановац и 10% Лучани. Архив је смештен у згради бившег Начелства округа чачанског, која је подигнута 1877. године, у улици Господар Јованова 2. У приземљу зграде су депои са архивском грађом, а на спрату радне просторије, библиотека са читаоницом, фотолабораторија и галерија архива. Зграда у којој је смештен архив је проглашена за културно добро великог значаја 11. фебруара 1974. Од оснивања установе до данас заштиту архивске грађе на овом подручју је вршило 41 стручно оспособљених радника. Тренутно архив у Чачку има петнаест стално запослених радника од тога директора са звањем архивски саветник, два архивска саветника, три виша архивиста, један архивиста, један виши архивски помоћник прве врсте, један виши архивски помоћник, један мајстор фотографије са светским звањем AFIAP, два архивска помоћника, један економски техничар и два помоћна радника. За свој допринос у развоју архивистике, Архив у Чачку је добио највише признање из те области, награду „Даница Гавриловић” 1988. и „Златна архива” 2004. За своју издавачку делатност је два пута добијао награду из фонда Ђурђа Јеленића за издавачки подухват године у области архивистике и историје, награду Даница Марковић за издавачки подухват године међу чачанским издавачима 2007 и 2010. Поред највиших признања из струке, добитник је бројних награда од стране разних удружења са којима је сарађивао, као и највиших награда општина на чијим територијама има надлежност.